# 黒の回廊
『黒の回廊』（くろのかいろう）は、松本清張の長編推理小説。女性限定のヨーロッパ観光ツアーで起こる連続殺人事件を描くミステリー長編である。『松本清張全集』（第一期）付属の月報に連載され（1971年4月刊行分 - 1974年5月刊行分、連載中の挿絵は杉全直）、加筆の上、1976年1月に文藝春秋から刊行された。
1984年・2004年にテレビドラマ化されている。

## あらすじ
女性だけの25日間ヨーロッパツアー旅行が企画され、多少のトラブルはあったものの、無事日本を出発した。しかし、早くも女同士の牽制や見栄の張り合い・嫉妬が交錯し、先の思いやられる中、航空機乗り継ぎのアンカレッジ、さらに最初の観光地・コペンハーゲンで、ツアー参加者が怪事件に遭遇する。警察沙汰になるのを何とか押しとどめたものの、スコットランドで遂に、ツアー参加者の殺害事件に発展してしまう。
やがて関係者がスイスに集められ、一同注視のもと、事件の謎解きが始められたが…。

## 主な登場人物

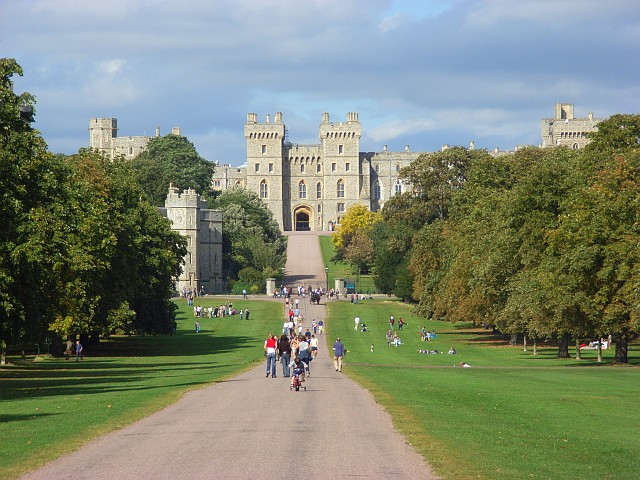
ロンドン近郊のウィンザー城

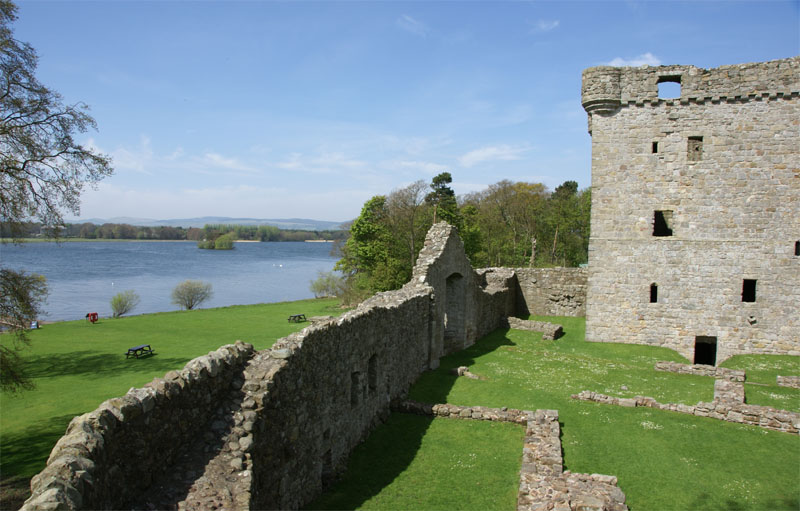
スコットランド・リーブン湖上の小島の古城跡

- 原作における設定を記述。

土方悦子
江木の推薦で今回のツアーのガイドに抜擢される。27歳だが、年齢より幼く見られる。文学好きで、ツアー上でも知識を生かそうと張り切るが…。
門田良平
中堅旅行会社のベテラン添乗員。経験豊かでプライドも高いが、ツアー参加女性の身勝手や怪事件の発生にてんてこ舞いとなる。
梶原澄子
産婦人科病院長の未亡人。医療知識を持つが、藤野のことが何かと気に入らず、添乗員の門田に宿泊部屋の変更を訴える。43歳。
藤野由美
美容デザイナー。英語に堪能だが、ツアー先で外国人相手にモデル紛いの行動を始めるなど、門田を困惑させる。37歳。
多田マリ子
飲食店経営のマダム。ツアー中も高級な和服を着用している。周囲を気にしない女性かと思いきや、意外な行動も見せる。40歳。
星野加根子
梶原と同じく未亡人の身。あまり行動的でなく、他のツアー参加者とも打ち解けて話さない。38歳。
竹田郁子
私立高校で国語を教えている女性教師。清楚な雰囲気を持つ。31歳。
金森幸恵
西武新宿線沼袋駅近くに住む魚屋の妻。下町言葉を使い早口。今回のツアー参加者の最年長。45歳。
鈴木道夫
フリーのルポライター兼カメラマン。ヨーロッパ在住で日本のマスコミに記事を流しているが、怪事件をキャッチして以降、ツアーにまとわり付いてくる。
江木奈岐子
最近マスコミにも登場する旅行評論家。田園調布在住。悦子をツアーガイドに推薦する。45歳。
エドワード・イングルトン
スコットランド・キンロス警察署の部長刑事。
クリフォード・ヒューズ
ロンドン警視庁捜査課の警部。

## エピソード
- 本作の構想・執筆は、文藝春秋で著者の担当編集者を長く務めてきた藤井康栄がそれまで海外へ一度も行っていなかったため、藤井を出張させるよう、著者が文藝春秋の編集局長に話をつけるところから始められ、当時の団体旅行参加者の生態を藤井が取材する形で進められた[1]。
- 本作は『松本清張全集』（第一期）付属の月報に連載されたが、結末部分は書き下ろしとなり、同全集の購読者への、単行本プレゼント企画が行われた[2]。通常版の単行本発売（1976年1月）に先立って、1975年9月に同企画用の単行本（非売品）が作られている。同企画版は函入りで製作され、装丁は『松本清張全集』と相似したものとなっている。
- 連載時と単行本化時ではおもに以下の差異がある。連載版ではツアーはアンカレッジからロンドンに直行する設定であったが、コペンハーゲン到着は単行本化時に追加された（単行本でツアー客がコペンハーゲンで遭遇する怪事件は、連載版ではロンドンで起こる設定）。また、連載版ではスコットランドへ向かう列車内の場面で「されば、作者もこの登場人物の睡眠の間を利用して、しばらくは茶飲み話的な筆を弄することにしたい」として著者のエッセイが挿入され、コナン・ドイル『バスカヴィル家の犬』を挙げるなどしながら自身のイギリス旅行を回想する記述がなされていたが、単行本では全て削除された。東秀紀は、前者は著者が初めてヨーロッパに降り立った地としての感動を忘れられず、完成版にコペンハーゲンを加えたかったため、後者は連載時に清張がイギリスの本格ミステリを強く意識しながら、辻褄のあう終末を考え付くのに苦心したことのあらわれと推測している[3]。

## 作品の舞台
デンマーク

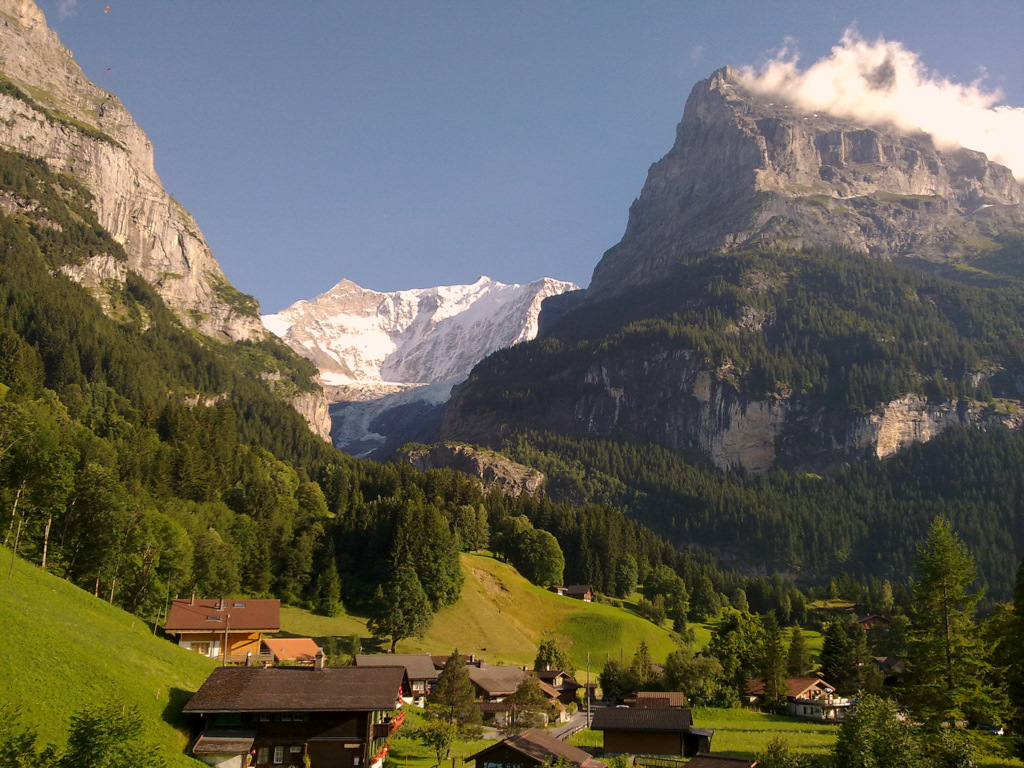
スイス・グリンデルヴァルト周辺

- 小説中の「ロイヤル・ホテル」は、「ラディソン コレクション ロイヤル ホテル コペンハーゲン」に相当（2025年現在も営業中）。
- 人魚姫の像

ロンドン
- 小説中の「ランカスター・ホテル」は、現在の「ロイヤル ランカスター ロンドン」に相当（2025年現在も営業中）。
- ディケンズ・ミュージアム
- マダム・タッソー館
- ウィンザー城

スコットランド
- スコット・モニュメント
- リーブン湖…ウォルター・スコット『ザ・アボット』の舞台ともなっている。

スイス
- ユングフラウヨッホ
- グリンデルヴァルト

## テレビドラマ

### 1984年版
「松本清張スペシャル・黒の回廊」。1984年10月2日、日本テレビ系列の「火曜サスペンス劇場」スペシャル枠（21:02-23:24）にて放映。オランダ、イタリアでロケを行い、クライマックスの舞台は、原作同様スイスに設定している。火曜サスペンス劇場3周年特別番組。視聴率25.2％（ビデオリサーチ調べ、関東地区）。
キャスト
- 土方悦子：栗原小巻
- 門田秋雄：竜雷太
- 村野由美：ロミ・山田
- 多田マリ子：山口美也子
- 金森幸恵：野村昭子
- 鈴木道夫：磯部勉
- 星野加根子：蜷川有紀
- 西村ミキ子：観世葉子
- 本田雅子：小島りべか
- 平泉成、中野けい、餅田昌代、鶉野樹理、佐藤正文、遠藤剛、前川哲男、華れい子、高殿ゆかり、グイド・ベッゾォーラ、マルキ・セルジオ、ボッセリ・ジョバーリ、アドリー・ウェバー、山本清、田口計、中村たつ
- 桐原参事官：平幹二朗（特別出演）
- 江木奈岐子：奈良岡朋子
- 梶原澄子：淡島千景

スタッフ
- 企画：小坂敬、山本時雄
- プロテューサー：小杉義夫（日本テレビ）、松木征二（俳優座映画放送）、梶山仗祐（俳優座映画放送）、野村芳太郎（霧プロダクション）
- 脚本：菊島隆三
- 音楽：大谷和夫
- 撮影：原秀夫
- 照明：三好和宏
- 衣装デザイン：芦田淳
- 現像：東京現像所
- 協力：スイス政府観光局、マーストリヒト観光局、コモ市観光局、株式会社アン、東京YMCAホテル、エースパック
- 音楽協力：日本テレビ音楽
- 監督：井上昭
- 制作：日本テレビ、俳優座映画放送、霧プロダクション

| 日本テレビ系列 火曜サスペンス劇場         | 日本テレビ系列 火曜サスペンス劇場         | 日本テレビ系列 火曜サスペンス劇場 |
| 前番組                                    | 番組名                                    | 次番組                            |
| ----------------------------------------- | ----------------------------------------- | --------------------------------- |
| 盲執の女 （原作：和久峻三） （1984.9.25） | 松本清張スペシャル 黒の回廊 （1984.10.2） | 軽蔑 （1984.10.9）                |

### 2004年版
「松本清張ドラマスペシャル・黒の回廊」。2004年3月23日（21:03-23:24）、日本テレビ系列にて放映。舞台は南フランス・スペインに設定されている。原作の登場人物の設定を残しつつ、犯行方法や犯罪発覚の経緯は概ねドラマオリジナルの形に脚色され、事件の背景は沖縄に置き換えられている。日本テレビ開局50周年記念作品。DVD化されている。
キャスト
- 土方悦子：賀来千香子

ツアーガイドとなった本ドラマの主人公。38歳。
- 門田良平：船越英一郎

旅行代理店「グランドツーリスト」の主任添乗員。45歳。
- 梶原澄子：酒井和歌子（青年期：黒坂真美）

医師の未亡人。54歳。
- 星野加根子：根岸季衣

資産家。43歳。
- 大島茜：岡本麗

料理研究家。42歳。
- 金森幸恵：浅茅陽子

弁当屋の女将。55歳。
- 松村郁子：清水由貴子

自称一流企業のOL。40歳。
- 江木雅美：浅井江理名

奈岐子の娘。
- 藤野由美：野川由美子

ヘアーサロンの経営者。49歳。
- 多田マリ子：丘みつ子

藤野由美の共同経営者。49歳。
- ジョン・トンプソン・山田：宝田明

ICPOに所属する日系人刑事。56歳。
- 鈴木道夫：京本政樹

ニース駐在の東都新聞記者。39歳。
- 江木奈岐子：島田楊子

有名な旅行ジャーナリスト。49歳。
- 林知花、小崎さよ、毒蝮三太夫、丹古母鬼馬二、藤井恒久、鈴木崇司　ほか

スタッフ
- 脚本：鈴木晴世
- 監督：武田幹治（ザ・ワークス）
- 音楽：大谷和夫
- ロケ協力：全日本空輸、ANAハローツアー、フランス政府観光局、スペイン政府観光局、コスタ・デ・ソル観光局　ほか
- 技術協力：映広
- 美術協力：日本テレビアート
- 企画：酒井浩至
- チーフプロデューサー：梅原幹（日本テレビ）
- プロデューサー：前田伸一郎（日本テレビ）、小泉守（トータルメディアコミュニケーション）
- 制作協力：トータルメディアコミュニケーション
- 制作著作：日本テレビ